# Oxalate de diéthyle
L'oxalate de diéthyle est un composé organique de la famille des oxalates, de formule (C2H5O2C)2. C'est le diester d'éthyle de l'acide oxalique.

## Propriétés
L'oxalate de diéthyle se présente sous la forme de liquide huileux inflammable, incolore à l'odeur aromatique. Il se décompose lentement au contact de l'eau en acide oxalique et éthanol.

## Synthèse
L'oxalate de diéthyle peut être produit par double estérification de l'acide oxalique par l'éthanol. L'eau également produite doit être extraite pour éviter de le réhydrolyser.

## Utilisations
L'oxalate de diéthyle est utilisé :
- comme intermédiaire dans la production de médicaments (acide méthyloxamique, phénobarbital[5], sulfadoxine) et d'autres composés chimiques (colorants, composés agrochimiques)
- comme chélateur dans l'industrie cosmétique  (a également un effet adoucissant et conditionneur de cheveux)
- pour de démonstrations pédagogiques en chimie (exemples de saponification d'esters et de réactions de substitution)
- comme solvant pour certaines résines